# Белла Венеция
«Белла Венеция» (итал. La Bella Venezia) — итальянская народная сказка, записанная Итало Кальвино в области Абруцци. Опубликована в сборнике Итальянские сказки (№109 из 200).

## Сюжет
Повествует о матери, владелице гостиницы, спрашивающей постояльцев о том, есть ли кто красивее её. Один из постояльцев однажды говорит, что собственная дочь Беллы красивее, чем она сама. Белла прогоняет дочь из дому. Та встречает в лесу двенадцать грабителей, которые приглашают её стать им младшей сестрой. Белла, узнав об этом, подсылает к дочери нанятую ведьму с наказом погубить её с помощью волшебной заколки. Мертвую дочь грабители хоронят в пустотелом стволе дерева. Через некоторое время принц, выехавший на охоту, обнаруживает девушку, вытаскивает заколку из её волос и она оживает, после чего выходит замуж за принца.